# Roesoedan
Koningin Roesoedan (Georgisch: რუსუდანი) (ca.1194-1245), uit het huis Bagrationi, was koningin van Georgië van 1223-1245.

## Leven en regeerperiode
Roesoedan was dochter van koningin Tamar van Georgië en David Soslan, zij volgde haar broer George op 18 januari 1223 op. Georges vroegtijdige dood betekende het begin van het einde van de Georgische gouden eeuw. Roesoedan was te zwak om dat te behouden wat door haar voorgangers werd opgedaan.
In het najaar van 1225, werd Georgië aangevallen door de Chorasmische sjah Jelal ad-Din Mingburnu, die achtervolgd werd door de Mongolen. De Georgiërs leden een bittere nederlaag in de Slag bij Garni en het koninklijk hof werd verplaatst naar Koetaisi, toen de Georgische hoofdstad Tbilisi belegerd werd door de Chorasmië.
Uit angst dat haar neef David VII Oeloe de troon zou opeisen, hield Roesoedan hem gevangen bij zijn schoonzoon sultan Kaykhusraw II -echtgenoot van haar dochter Tamara - en stuurde haar zoon David VI Narin naar het Mongoolse hof om zijn officiële erkenning te krijgen als erfgenaam van de Georgische troon. Roesoedan stierf in 1245, nog steeds op de terugkeer van haar zoon.

## Huwelijk en kinderen
In 1224 trouwde zij met de Seltsjoeksche prins Muhammad Mughis ud-din Turkan Sjah, een kleinkind van Kilij Arslan II, die zich bekeerde tot het christendom op hun huwelijk. Ze hadden een zoon en een dochter:
- David VI Narin, opvolger van Roesoedan en medeheerser met David VII Oeloe
- Gürcü Hatun (Tamara), trouwde met haar neef, sultan Kaykhusraw II en na diens dood met Pervane Mu'in al-Din Suleyman.